# Músculo levantador do lábio superior e da asa do nariz
O músculo levantador do lábio superior e da asa do nariz é um músculo da face. É classificado como um músculo branquiomérico. Se origina na maxila e divide-se em dois fascículos fixados à cartilagem alar maior do nariz e ao lábio superior, elevando as duas estruturas na contração.